# Martin Bercovici
Pour les articles homonymes, voir Bercovici.
Martin Bercovici (24 août 1902, Bârlad - 19 janvier 1971, Bucarest) était un ingénieur roumain en électricité qui a contribué au développement de l'éducation de génie énergétique en Roumanie et au plan de construction des réseaux électriques de la Roumanie. Il a servi comme doyen de la faculté alors nouvellement fondée de génie énergétique au sein de l'Université Politehnica (Bucarest)

## Biographie
Il a contribué pendant la guerre à l'éducation des jeunes juifs qui ont été expulsés des universités d'État.